# Rathaus Lysá nad Labem

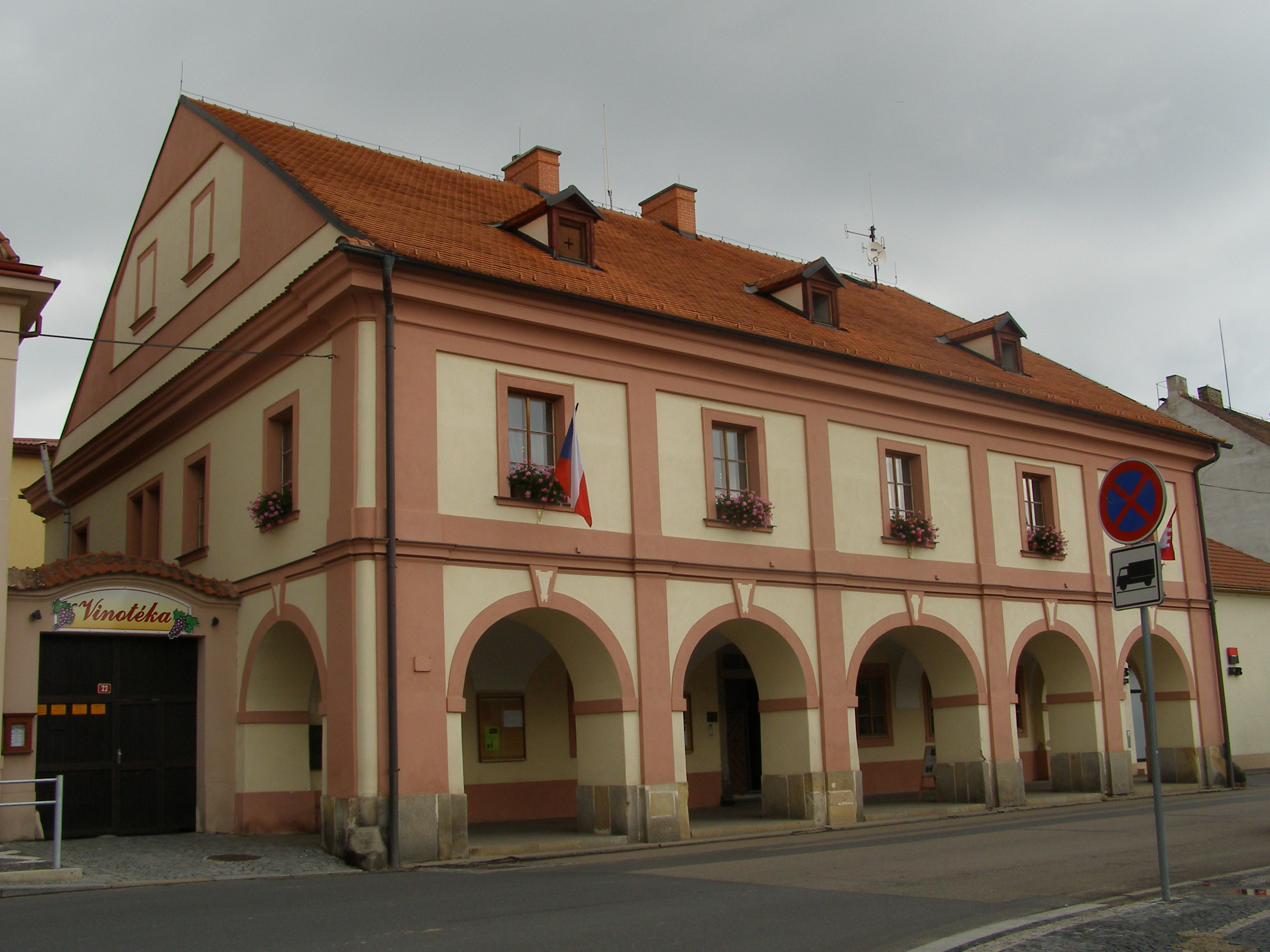
Rathaus in Lysá nad Labem

Das Rathaus in Lysá nad Labem (deutsch Lissa an der Elbe), einer tschechischen Stadt im Okres Nymburk der Mittelböhmischen Region, wurde 1746/47 errichtet. Das Rathaus mit der Adresse Husovo náměstí č.p. 23 ist ein geschütztes Kulturdenkmal.
Das zweigeschossige Bauwerk im Stil des Barock mit Satteldach besitzt einen Laubengang mit Rundbögen.